# جيمس جوزيف باتلر
جيمس جوزيف باتلر (بالإنجليزية: James Joseph Butler)‏ هو محامي وسياسي أمريكي، ولد في 29 أغسطس 1862 في سانت لويس في الولايات المتحدة، وتوفي بنفس المكان في 31 مايو 1917. حزبياً، نشط في الحزب الديمقراطي. وقد انتخب عضو مجلس النواب الأمريكي.